# Charles Cadogan, I conte Cadogan
Charles Cadogan, I conte Cadogan (Londra, 29 settembre 1728 – Santon Downham, 3 aprile 1807), è stato un nobile e politico inglese.

## Biografia
Era l'unico figlio di Charles Cadogan, II barone Cadogan, e di sua moglie, Elizabeth Sloane.

## Carriera
Fu deputato per Cambridge (1749-1776), Fu nominato Keeper of the Privy Purse nel 1756 e Maestro della Zecca (1769-1784).

## Matrimoni

### Primo Matrimonio
Sposò, il 30 maggio 1747, Frances Bromley, figlia di Henry Bromley, I barone Montfort. Ebbero sei figli:
- Charles Cadogan, II conte Cadogan (1749-1832)
- William Bromley (1751-1797)
- Thomas (1752-1782)
- George (1754-1780)
- Edward (1758-1779)
- Henry William (1761-1774)

Divorziarono nel 1768.

### Secondo Matrimonio
Sposò, il 10 maggio 1777, Mary Churchill, figlia del colonnello Charles Churchill e di Lady Mary Walpole. Ebbero quattro figli:
- Lady Emily Mary (1773-1839), sposò Gerald Wellesley, ebbero sette figli;
- Henry (1780-1813)
- George Cadogan, III conte Cadogan (1783-1864)
- Lady Charlotte (1781-1853), sposò in prime nozze Henry Wellesley, I barone Cowley ed ebbero quattro figli, sposò in seconde nozze Henry Paget, I marchese di Anglesey ed ebbero sei figli.

Divorziarono nel 1796.

## Morte
Morì il 3 aprile 1807, all'età di 78 anni, a Santon Downham, Suffolk